# 2003년 3월
| 2003년: 1월 · 2월 · 3월 · 4월 · 5월 · 6월 · 7월 · 8월 · 9월 · 10월 · 11월 · 12월 |

| <          | 2003년 3월 | 2003년 3월 | 2003년 3월 | 2003년 3월 | 2003년 3월 | >           |
| 일         | 월         | 화         | 수         | 목         | 금         | 토          |
|            |            |            |            |            |            | 1 1.29 계유 |
| 2 30 갑술  | 3 2.1 을해 | 4 2 병자   | 5 3 정축   | 6 4 무인   | 7 5 기묘   | 8 6 경진    |
| 9 7 신사   | 10 8 임오  | 11 9 계미  | 12 10 갑신 | 13 11 을유 | 14 12 병술 | 15 13 정해  |
| 16 14 무자 | 17 15 기축 | 18 16 경인 | 19 17 신묘 | 20 18 임진 | 21 19 계사 | 22 20 갑오  |
| 23 21 을미 | 24 22 병신 | 25 23 정유 | 26 24 무술 | 27 25 기해 | 28 26 경자 | 29 27 신축  |
| 30 28 임인 | 31 29 계묘 |            |            |            |            |             |

| 편집하기 |

## 2003년3월 25일
- 조지 부시 미국 대통령이 전쟁을 위해 747억 달러의 예산을 국회에 요구했다.

## 2003년3월 24일
- 자크 시라크 프랑스 대통령이 암 대책을 위해 향후 3년간 5억 유로의 예산을 투입할 것임을 밝혔다.

## 2003년3월 19일
- 미국, 이라크를 침공함으로써 이라크 전쟁이 발발하다.

## 2003년3월 16일
- 중앙아프리카공화국에서 프랑소와 보지제(fr)가 쿠데타를 일으켜 제6대 대통령이 되었다.

## 2003년3월 6일
- 아르메니아의 대통령 선거에서 로베르트 코차리얀이 67.5%의 지지를 얻어 당선되었다.

## 2003년3월 5일
- 중화인민공화국 전국인민대표대회가 후진타오를 국가 주석으로, 원자바오를 총리로 각각 선출했다.

## 2003년3월 4일
- 필리핀 다바오(en)의 공항에서 일어난 폭탄 테러로 20명이 사망하고 50여 명이 부상당하였다.

## 2003년3월 1일
- 튀르키예 의회가 미국이 요청한 이라크 파병을 부결시켰다.
- 파키스탄 이슬라마바드 교외에서 알 카에다의 주요 인물로 9·11 테러의 주동자 중 하나로 지목되어 온 하리드 셰이크 무하마드(ar)가 체포되었다.